# Hungarian Ladies Open 2017
Hungarian Ladies Open 2017 byl tenisový turnaj pořádaný jako součást ženského okruhu WTA Tour, který se odehrával na dvorcích s tvrdým povrchem Rebound Ace v BOK Hall komplexu Sportovního a kongresového centra Syma. Probíhal mezi 20. až 26. únorem 2017 v maďarské metropoli Budapešti jako dvacátý první ročník turnaje.
Událost s rozpočtem 250 000 dolarů patřila do kategorie WTA International Tournaments. V roce 2016 byla hrána v rámci kvalitativně nižšího ženského okruhu ITF s dotací 100 tisíc dolarů, a to pod názvem Europe Tennis Center Ladies Open. Na túru WTA Tour se vrátila po čtyřech sezónách, když v ní naposledy předtím proběhla jako Budapest Grand Prix 2013.
Nejvýše nasazenou hráčkou ve dvouhře se stala třicátá třetí žena klasifikace Tímea Babosová z Maďarska. Jako poslední přímá účastnice do dvouhry nastoupila 107. ruská hráčka žebříčku Jekatěrina Alexandrovová.
Druhý singlový titul na okruhu WTA Tour vybojovala Maďarka Tímea Babosová, jež ve finále zdolala českou turnajovou dvojku Lucií Šafářovou. Premiérovou společnou trofej ve čtyřhře vyhrál tchajwansko-gruzínský pár Sie Šu-wej a Oxana Kalašnikovová.

## Distribuce bodů a finančních odměn

### Distribuce bodů
| Soutěž  | vítězky | finalistky | semifinalistky | čtvrtfinalistky | 16 v kole | 32 v kole | Q  | Q2 | Q1 |
| ------- | ------- | ---------- | -------------- | --------------- | --------- | --------- | -- | -- | -- |
| dvouhra | 280     | 180        | 110            | 60              | 30        | 1         | 18 | 12 | 0  |
| čtyřhra | 280     | 180        | 110            | 60              | 1         | —         | —  | —  | —  |

### Finanční odměny
| Soutěž                                | vítězky | finalistky | semifinalistky | čtvrtfinalistky | 16 v kole | 32 v kole | Q3 | Q2     | Q1 |
| ------------------------------------- | ------- | ---------- | -------------- | --------------- | --------- | --------- | -- | ------ | -- |
| dvouhra                               | $43 000 | $21 400    | $11 500        | $6 175          | $3 400    | $2 100    | $0 | $1 020 | $0 |
| čtyřhra                               | $12 300 | $6 400     | $3 435         | $1 820          | $960      | —         | —  | —      | —  |
| částky ve čtyřhře jsou uváděny na pár |         |            |                |                 |           |           |    |        |    |

## Ženská dvouhra

### Nasazení
| Stát                          | Hráčka                | WTA | Nasazení |
| ----------------------------- | --------------------- | --- | -------- |
| Maďarsko                      | Tímea Babosová        | 33. | 1.       |
| Česko                         | Lucie Šafářová        | 46. | 2.       |
| Německo                       | Julia Görgesová       | 57. | 3.       |
| Rumunsko                      | Sorana Cîrsteaová     | 61. | 4.       |
| Belgie                        | Yanina Wickmayerová   | 63. | 5.       |
| Francie                       | Pauline Parmentierová | 64. | 6.       |
| Francie                       | Océane Dodinová       | 66. | 7.       |
| Německo                       | Annika Becková        | 68. | 8.       |
| Žebříček WTA k 13. únoru 2017 |                       |     |          |

### Jiné formy účasti
Následující hráčky obdržely divokou kartu do hlavní soutěže:
- Dalma Gálfiová
- İpek Soyluová
- Fanny Stollárová

Následující hráčky si zajistily postup do hlavní soutěže v kvalifikaci:
- Anna Blinkovová
- Anett Kontaveitová
- Tamara Korpatschová
- Aljaksandra Sasnovičová
- Isabella Šinikovová
- Barbora Štefková

### Odhlášení
před zahájením turnaje
- Andrea Petkovicová → nahradila ji  Irina Falconiová

### Nasazení
| Stát                                                                      | Hráčka            | Stát      | Hráčka              | WTA  | Nasazení |
| ------------------------------------------------------------------------- | ----------------- | --------- | ------------------- | ---- | -------- |
| Maďarsko                                                                  | Tímea Babosová    | Česko     | Lucie Šafářová      | 12.  | 1.       |
| Argentina                                                                 | María Irigoyenová | Švýcarsko | Xenia Knollová      | 104. | 2.       |
| Nizozemsko                                                                | Demi Schuursová   | Česko     | Renata Voráčová     | 126. | 3.       |
| Čínská Tchaj-pej                                                          | Sie Šu-wej        | Gruzie    | Oxana Kalašnikovová | 149. | 4.       |
| Žebříček WTA k 13. únoru 2017; číslo je součtem umístění obou členek páru |                   |           |                     |      |          |

### Jiné formy účasti
Následující páry získaly do soutěže divokou kartu:
- Anna Blinkovová /  Panna Udvardyová
- Ágnes Buktová /  Fanny Stollárová

## Přehled finále

### Ženská dvouhra
- Tímea Babosová vs.  Lucie Šafářová, 6–7(4–7), 6–4, 6–3

### Ženská čtyřhra
- Sie Šu-wej /  Oxana Kalašnikovová vs.  Arina Rodionovová /  Galina Voskobojevová, 6–3, 4–6, [10–4]